# Eois rapistriaria
Eois rapistriaria är en fjärilsart som beskrevs av Swinhoe 1890. Eois rapistriaria ingår i släktet Eois och familjen mätare. Inga underarter finns listade i Catalogue of Life.